# Замораживание грунта

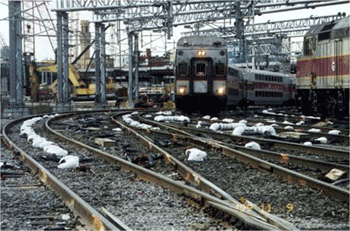
Замораживание грунта позволило прорыть туннели под действующей железнодорожной станцией при строительстве Большого Бостонского тоннеля. Каждая белая шишка на фото верхняя часть термосифона.

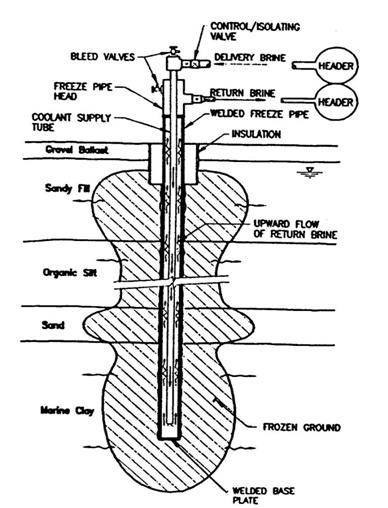
Поперечное сечение трубы для замораживания грунта, использованной на Больших раскопках.

Замораживание грунта — метод строительства, используемый в обстоятельствах, когда необходимо стабилизировать грунт, чтобы он не обрушился рядом с земляными работами или чтобы предотвратить выщелачивание загрязняющих веществ, попавших в почву. Заморозка грунта используется не менее ста лет.
Трубы пропускаются через почву для замораживания, а затем по трубам пропускаются хладагенты, замораживающие почву.  Замёрзший грунт может быть таким же твёрдым[уточнить], как бетон.
Почва, загрязнённая радиоактивными элементами, просочившимися с японской атомной электростанции Фукусима-дайити, была локализована за счёт промерзания грунта. 
Замораживание грунта использовалось при ликвидации последствий Размыва в Петербургском метрополитене, строительстве Большого Бостонского тоннеля, строительстве тоннеля для пересадочного узла 14-й линии Парижского метрополитена, туннеля Ботнической линии скоростных железных дорог Швеции.
В некоторых проектах по заморозке грунта в качестве хладагента используется обычная соляная вода , но в других проектах выгоднее использовать более экзотические хладагенты, такие как жидкий азот .  
В северной Канаде и арктической Аляске используются пассивные системы трубопроводов, которые не требуют внешнего источника питания для поддержания грунта в замороженном состоянии.  В этих системах используются подземные испарители и надземные радиаторы, заполненные жидким хладагентом. Когда температура окружающей среды падает ниже температуры земли, пары жидкости начинают конденсироваться в радиаторе, снижая давление в системе, вызывая кипение и испарение жидкости в испарителе. Этот процесс приводит к передаче тепла от земли к воздуху и удерживает землю в постоянном мёрзлом состоянии. 